# نبردناو کلاس دانکن
نبردناو کلاس دانکن (به انگلیسی: Duncan-class battleship) یک کلاس از کشتی است که طول آن ۴۳۲ فوت (۱۳۲ متر) می‌باشد.